# Frank R. Paul

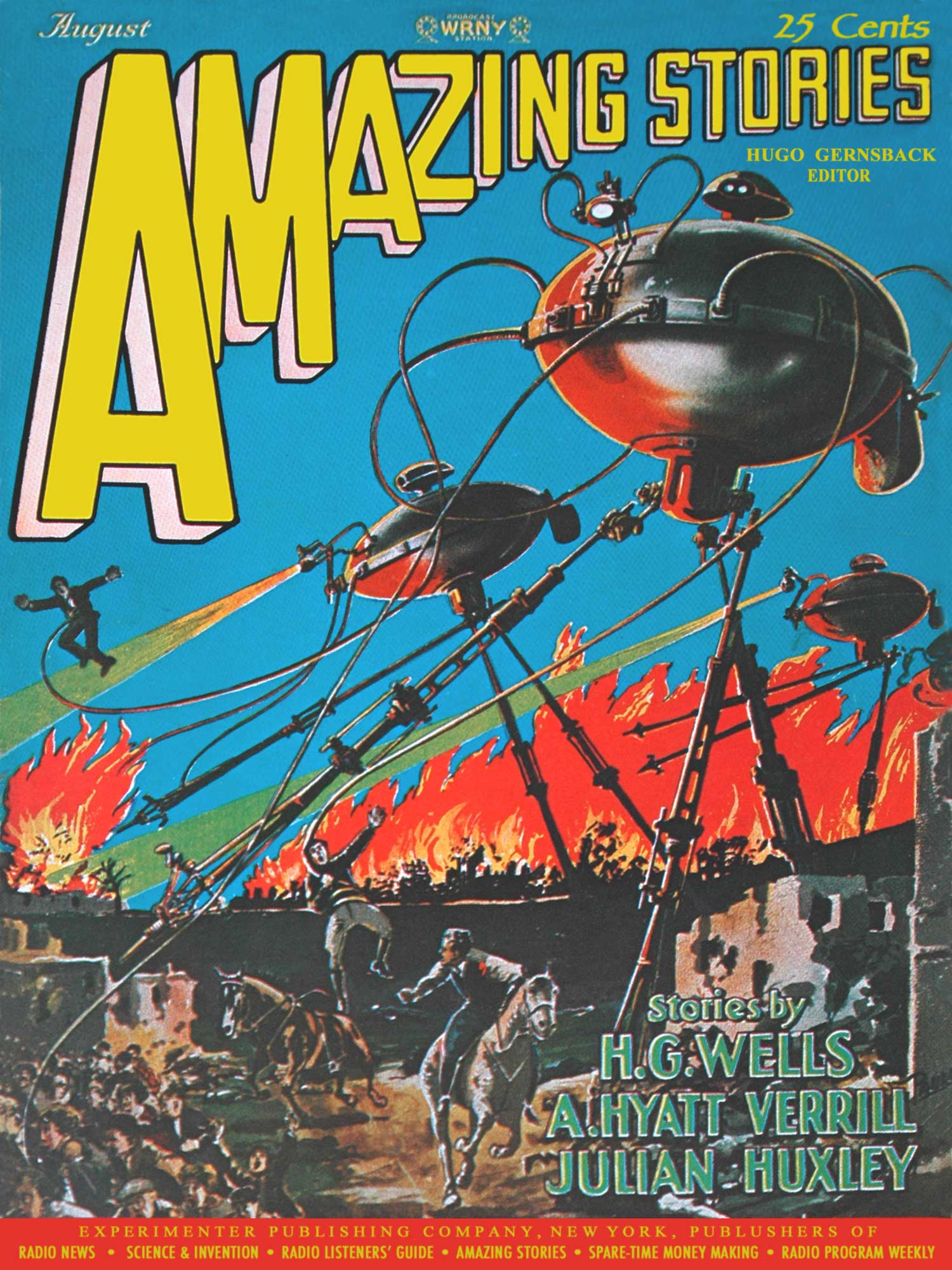
Couverture de Paul pour Amazing Stories en août 1927 illustrant la guerre des mondes.

Frank Rudolph Paul (/fʁaŋk ˈʁuːdɔlf paʊl/), né le 18 avril 1884 à Bad Radkersburg et décédé le 29 juin 1963 à Teaneck, est un illustrateur américain de pulp de science-fiction.
Paul, par son influence, définit l'apparence des couvertures et illustrations des pulps de science-fiction des années 1920.
Le Science Fiction Hall of Fame l'intronise en 2009. 

## Biographie
Paul naît le 18 avril 1884 à Bad Radkersburg en Autriche-Hongrie. Son père est hongrois et sa mère tchécoslovaque. Il émigre aux États-Unis en 1906. Il épouse Rudolpha Costa Rigelsen, une immigrante belge, en 1913. Ils ont quatre enfants, Robert S. Paul (né en 1915), Francis L. Paul (né en 1919), Joan C. Paul (né en 1921), et Patricia Ann Paul (née en 1929). Il étudie l'art à Vienne, Paris et New York. Il travaille pour The Jersey Journal en tant que graphiste. Hugo Gernsback l'engage en 1914 pour illustrer The Electrical Experimenter, un magazine de sciences. 
Il décède le 29 juin 1963 à son domicile de Teaneck au New Jersey.

## Travail

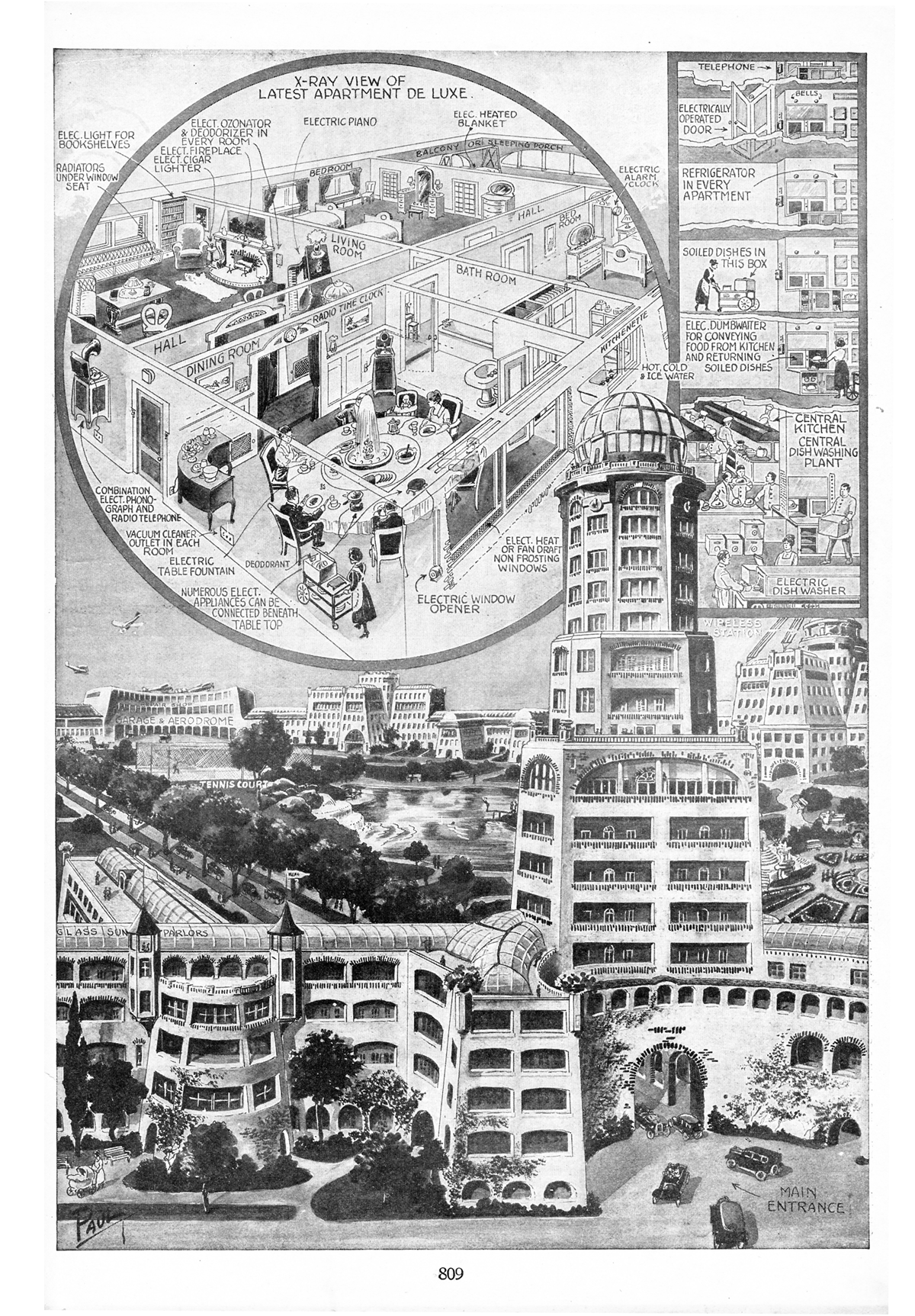
L'une des premières illustrations de science-fiction dans Science and Invention de Gernsback en janvier 1922.

Le travail de Paul se caractérise par des compositions dramatiques, des couleurs vives, mais une capacité limitée à représenter des visages humains, en particulier les visages féminins. Sa formation en architecture se remarque dans son travail.
D'abord, Paul illustre la couverture du roman de Gernsback, Ralph 124C 41+: A Romance of the Year 2660, qui est initialement un roman-feuilleton diffusé de 1911 à 1912. Ensuite, il peint trente-huit couvertures pour Amazing Stories d'avril 1926 à juin 1929 et sept pour Amazing Stories Annual et Amazing Stories Quarterly. Plusieurs dizaines de numéros supplémentaires mettent en vedette son art sur la quatrième de couverture (mai 1939 à juillet 1946), et plusieurs numéros d'avril 1961 à septembre 1968 mettent en avant des couvertures nouvelles ou reproduites. Après que Gernsback quitte Amazing Stories en 1929, Paul le suit dans le magazine Wonder Stories ainsi que le magazine trimestriel associé. Il y publie 103 couvertures de juin 1929 à avril 1936. En parallèle, Paul peint des couvertures pour Planet Stories, Superworld Comics et le premier numéro de Marvel Comics.
Sa couverture la plus célèbre pour Amazing Stories est probablement celle d'août 1927 illustrant La guerre des mondes de HG Wells.
Frank R. Paul peint la première station spatiale en couleur en août 1929 dans Science Wonder Stories. Sa couverture de Science Wonder Stories en novembre 1929 est la plus ancienne représentation d'une soucoupe volante. Cette peinture apparaît près de deux décennies avant que Kenneth Arnold ait affirmé avoir observé un OVNI pour la première fois.

## Influence
L'influence de Frank Paul est conséquente. Les couvertures du magazine Amazing Stories sont les premières images de science-fiction vues par Ray Bradbury, Arthur C. Clarke, Forrest J. Ackerman.
Sa stature est telle qu'il est le seul invité d'honneur à la première Worldcon (en) en 1939. Il est décrit comme la première personne à vivre de ses illustrations de vaisseaux spatiaux ; en réalité, une grande partie de ses revenus provient du dessin technique.
Le prix Frank R Paul, nommé en son honneur, est décerné par l'association de science-fiction de Nashville de 1976 à 1996 à des artistes aussi distingués que Frank Kelly Freas, Alex Schomburg et Victoria Poyser (en).